# Gare de Saint-André-le-Gaz
Gare de Saint-André-le-Gaz – stacja kolejowa w Saint-André-le-Gaz, w departamencie Isère, w regionie Owernia-Rodan-Alpy, we Francji.
Jest stacją kolejową Société nationale des chemins de fer français (SNCF), obsługiwaną przez pociągi TER Rhône-Alpes.